# Flockdruck
Der Flockdruck ist eine spezielle Form des Siebdrucks. Statt Farbe wird hier aber ein Dispersionskleber aufgetragen. In diesen nassen Kleber werden dann Flockfasern eingestreut.

## Verfahrensweise bei Textilien
Zuerst wird der Kleber im Siebdruckverfahren auf das zu beflockende Textil aufgetragen. Unter dem Stoff ist eine Metallpalette, die mit einem Hochspannungsgenerator verbunden ist. Kurze Fasern, genannt Flock, befinden sich in einem Flockbehälter, der über dem zu beflockenden Textil positioniert ist. Dieser Flockbehälter ist mit dem anderen Pol des Generators verbunden. Der Boden des Flockbehälters besteht aus einem Metallsieb. Der Hochspannungsgenerator lädt den Flock elektrisch auf.
Nun baut sich zwischen dem Sieb und der Metallpalette ein homogenes elektrisches Feld auf. Der Flock schießt durch das Sieb des Flockbehälters direkt auf das Textil. Der überschüssige Flock, der neben das Textil fällt, wird aufgefangen und wieder verwendet. Nun legt man das Textil auf einen Hordenwagen und rollt diesen in den Trockenofen. Nach dem Trocknungsprozess wird das Textil mit Hilfe einer Maschine vom überschüssigen Flock befreit. Dieses Verfahren sorgt zwar für hohe Waschbeständigkeit, gleichzeitig ist der Flockdruck auf einfarbige Motive beschränkt, daher kommt er zum Beispiel häufig für Rückennummern auf Trikots zum Einsatz.